# Retardierendes Moment
Das Retardierende Moment (französisch retarder ‚verzögern‘) bezeichnet eine Szene im Handlungsverlauf eines Dramas, die nach dem Höhe- und Wendepunkt das Ende der dramatischen Handlung hinauszögert, indem sie kurzzeitig einen anderen Ausgang als erwartet möglich oder wahrscheinlich macht. Dadurch steigt die Spannung vor dem unweigerlichen Ende erneut an. In der klassischen und selbst in der Rock-, Pop- und Jazzmusik können retardierende Passagen auch innerhalb der Gesamtkomposition eingefügt werden.

## Beispiele
- In der Tragödie bezeichnet das retardierende Moment ein Ereignis, welches dazu führt, dass man die trügerische Hoffnung auf die (noch denkbare) Rettung des Helden erhält.
- In der Komödie bezeichnet das retardierende Moment ein Ereignis, welches das sich scheinbar in greifbarer Nähe befindliche glückliche Ende hinauszögert.
- Im klassischen Fünfakter ist das retardierende Moment dem vierten Akt zugeordnet. Sein spiegelbildliches Gegenstück ist das erregende Moment zu Beginn des Dramas.[2]

Der Begriff der Retardation bzw. des retardierenden Momentes wird darüber hinaus als literaturwissenschaftlicher Terminus ebenfalls in der Erzähltheorie und Erzählanalyse verwendet. Das retardierende Moment bezeichnet dabei in Erzähltexten eine narrative Strategie zur Spannungserzeugung oder Spannungserhöhung durch Verzögerung des vom Leser erwarteten Fortgangs der Handlung. Die Retardation kann durch unterschiedliche Techniken auf allen Ebenen der Erzählung ausgelöst werden, beispielsweise durch abschweifende Nebenhandlungen (Digressionen) oder Rückschritte bzw. Rückblenden. Eine Reduzierung der Erzählgeschwindigkeit und Verlangsamung der erzählten Zeit etwa durch eine ausführliche Schilderung bestimmter Details oder Vorgänge kann ebenso für eine Verschiebung des Spannungsbogens in einer Erzählung genutzt werden.